# باس فان در فلايس
باستيان يوهانس «باس» فان در فلايس (بالهولندية: Bastiaan Johannis "Bas" van der Vlies) هو سياسي هولندي من الحزب السياسي الإصلاحي ولد في يوم 29 يونيو 1942 في بلدة سليدريخت في هولندا. أكمل دراسة هندسة السدود في جامعة دلفت للتكنولوجيا. هو عضو سابق في مجلس النواب الهولندي من سنة 1981 إلى سنة 2010. كما تزعم الحزب السياسي الإصلاحي من سنة 1986 إلى سنة 2010.